# Escuts i banderes del Berguedà

Escut del Berguedà

Els escuts i banderes del Berguedà són el conjunt de símbols que representen els municipis d'aquesta comarca.
Pel que fa als escuts comarcals, cal dir que, en principi, s'han creat expressament per representar els Consells i, per extensió, són el símbol de tota la comarca.
En aquest article s'hi inclouen els escuts i les banderes oficialitzats per la Generalitat des del 1981, concretament per la conselleria de Governació, que en té la competència.
No tenen escut ni bandera oficial els municipis de Bagà, Berga, Capolat, Castellar de n'Hug, Castellar del Riu, la Pobla de Lillet, Sagàs, Saldes i Viver i Serrateix.

## Els escuts

Avià Aprovat el 20 de setembre de 1992.
Bagà Escut oficiós.
Berga Escut oficiós.
Borredà Aprovat el 16 de juny de 1983.
Casserres Aprovat el 20 de juny de 1988.
Castell de l'Areny Aprovat el 20 de novembre del 2007.
Cercs Aprovat el 13 de febrer del 2001.
l'Espunyola Aprovat el 27 de novembre del 2002.
Fígols Aprovat el 30 de desembre de 1993.
Gironella Aprovat el 3 d'abril de 1986.
Gisclareny Aprovat el 25 de juny de 1993.
Gósol Aprovat el 9 de setembre de 1982.
Guardiola de Berguedà Aprovat el 14 de desembre de 1989.
Montclar Aprovat el 18 de maig del 2005.
Montmajor Aprovat el 5 de juny de 1996.
la Nou de Berguedà Aprovat el 21 d'octubre de 1991.
Olvan Aprovat el 13 de febrer del 2019.
Puig-reig Aprovat el 7 de juliol de 1987.
la Quar Aprovat el 17 de setembre del 2007.
Saldes Escut oficiós
Sant Jaume de Frontanyà Aprovat el 7 d'abril del 2005.
Sant Julià de Cerdanyola Aprovat el 31 de març de 1994.
Santa Maria de Merlès Aprovat el 13 de maig de 1992.
Vallcebre Aprovat el 12 de gener de 1994.
Vilada Aprovat el 25 de gener de 1989.

## Banderes oficials

Avià Aprovada 9 de març de 1994.
Cercs Aprovada el 8 d'octubre de 2002.
Fígols Aprovada el 10 de novembre de 2006.
Gironella Aprovada el 26 de maig de 2006.
Gisclareny Aprovada el 27 de desembre de 2002.
Guardiola de Berguedà Aprovada el 13 d'abril de 1994.
Montclar Aprovada el 9 de juny de 2006.
Montmajor Aprovada el 14 de setembre del 2005.
la Quar Aprovada el 12 de febrer de 2010.
Sant Jaume de Frontanyà Aprovada el 7 de gener de 2010.
Sant Julià de Cerdanyola Aprovada el 27 de març de 1997.
Vallcebre Aprovada el 10 de maig de 1995.